# Ouro
Ouro este un oraș în Santa Catarina (SC), Brazilia.